# キンウィンワー
キンウィンワー（キン・ウィント・ワーとも。英: Khin Wint Wah, Khin Wint War、ビルマ語: ခင်ဝင့်ဝါ、ALA-LC翻字法: Khaṅʻ Vaṅʻ' Vā、IPA: /kʰɪ̀N wɪ̰N wà/。1994年9月21日 - ）は、ミャンマーの女優、モデル、ミスコン女王。ミス・スプラナショナル・ミャンマー2013としてミス・スプラナショナル2013にミャンマー代表として出場。 
出生名: チョースフライン （英: Chaw Su Hlaing、ビルマ語: ချောစုလှိုင်、ALA-LC翻字法: Khyo Cu Lhuiṅʻ、IPA：/t͡ɕʰɔ́ sṵ l̥ã̀ɪ̃/） 

## 経歴
1994年9月21日、父フラハン（လှဟန်）と母チーチースウェー（ကြည်ကြည်ဆွေ）のもと、ヤンゴンに生まれる。 4人兄弟姉妹の末っ子で、兄と2人の姉がいる。出生名: チョースフライン 。  
バハン第二普通科高等学校を経てダゴン大学入学。植物学を学ぶ。その後ヤンゴン大学で遠隔教育に切り替え、理学士（植物学）を取得している。 
2012年、Queen of Beauty Award 2012に出場、Miss MK Gemを受賞。この年、Khayの愛称でモデルのキャリアを開始。
2013年5月21日にはヤンゴンで開催されたミス・スプラナショナル・ミャンマー2013に出場。優勝。ミス・スプラナショナル・ミャンマーとなった。8月17日から9月6日にベラルーシのミンスクで開催されたミス・スプラナショナル2013で98人の美女たちとタイトルを争った。彼女は総合トップ10にランクインするとともに、特別賞のMiss Internet Awardを受賞。ミスコン情報メディアMissosologyの選ぶPeople Choice Award, Face of Miss Supranational Awardを受賞。
2014年1月、The Beauties Conceptの選ぶMost Beautiful Girls of the Year 2013でTop6に選ばれる。
ミス・スプラナショナル2013の後、女優としてのキャリアをスタートさせた。2014年にはチーピューシン（ကြည်ဖြူသျှင်）監督のビルマ語映画『妖精の女の子と僕』（ビルマ語: နတ်သမီးနှင့် ကျွန်တော်）でデビューし、俳優のカウンピェ（ကောင်းပြည့်）と共演した。
2016年、サイサイカンライン（စိုင်းစိုင်းခမ်းလှိုင်）と共に『ティンジャン博物館』（ビルマ語: သင်္ကြန်ပြတိုက်）で主演を務めた（4月1日、ミャンマーで劇場公開）。少なくとも6本の映画と80本を超えるテレビ映画、1本の連続テレビドラマに出演している。
2017年、映画『雲の橋』（2018年7月13日にミャンマーで劇場公開）でネートー（နေတိုး）、トゥントゥンとグエン・チャン・フエン・ミーと共演し主演女優をつとめた。
2021年、軍事クーデターに反対して「3本指の敬礼」に参加する。4月2日、国家行政評議会は刑法505条ａ項に基づき逮捕状を請求した。

## フィルモグラフィー
- 『ティンジャン博物館』 (2016)
- Cho Myain Thaw Let Sar Chay Chin (2017)
- Kyauk Kyauk Kyauk (2017)
- 『雲の橋』（ビルマ語: တိမ်တိုက်တံတား） (2018)
- Shal Chway Ma (2018)
- Palpitation in the Breeze (2019)
- Mite Mae Chit (2020)

### 連続テレビ番組
- 『同情の起源』（ビルマ語: အကြင်နာမြစ်ဖျား (en) ）2019年